# Udara hermonthis
Udara hermonthis är en fjärilsart som beskrevs av Hans Fruhstorfer 1909. Udara hermonthis ingår i släktet Udara och familjen juvelvingar. Inga underarter finns listade i Catalogue of Life.